# Antonino Catalano
Antonino Catalano, detto Nino (Palermo, 3 luglio 1932 – Misilmeri, 20 aprile 1987), è stato un ciclista su strada italiano.

## Carriera
Professionista tra il 1958 e il 1961, corse per la Allegro, la Bianchi e l'Atala. Le principali vittorie da professionista furono una tappa alla Vuelta a La Rioja nel 1958, una tappa al Giro d'Italia 1959 e una tappa al Gran Premio Ciclomotoristico dello stesso anno. Fu terzo al Giro della Svizzera del 1958.
https://notiziariosicilia.wordpress.com/2019/03/31/quando-nino-catalano-al-tour-de-france-festeggio-la-sua-santuzza/

## Palmarès
- 1953 (dilettanti)

6ª tappa, 1ª semitappa Giro di Puglia e Lucania (San Severo > Foggia)
- 1958 (Bianchi, una vittoria)

4ª tappa Vuelta a La Rioja (Logroño)
- 1959 (Bianchi, due vittorie)

5ª tappa, 1ª semitappa Gran Premio Ciclomotoristico (Reggio Calabria)
8ª tappa Giro d'Italia (Ischia, cronometro)

## Piazzamenti

### Grandi Giri
- Giro d'Italia

1958: 30º
1959: 25º
1960: 55º
1961: ritirato
- Tour de France

1958: 19º

### Classiche monumento
- Parigi-Roubaix

1959: 71º
- Giro di Lombardia

1960: 105º